# 小樽高商軍事教練事件

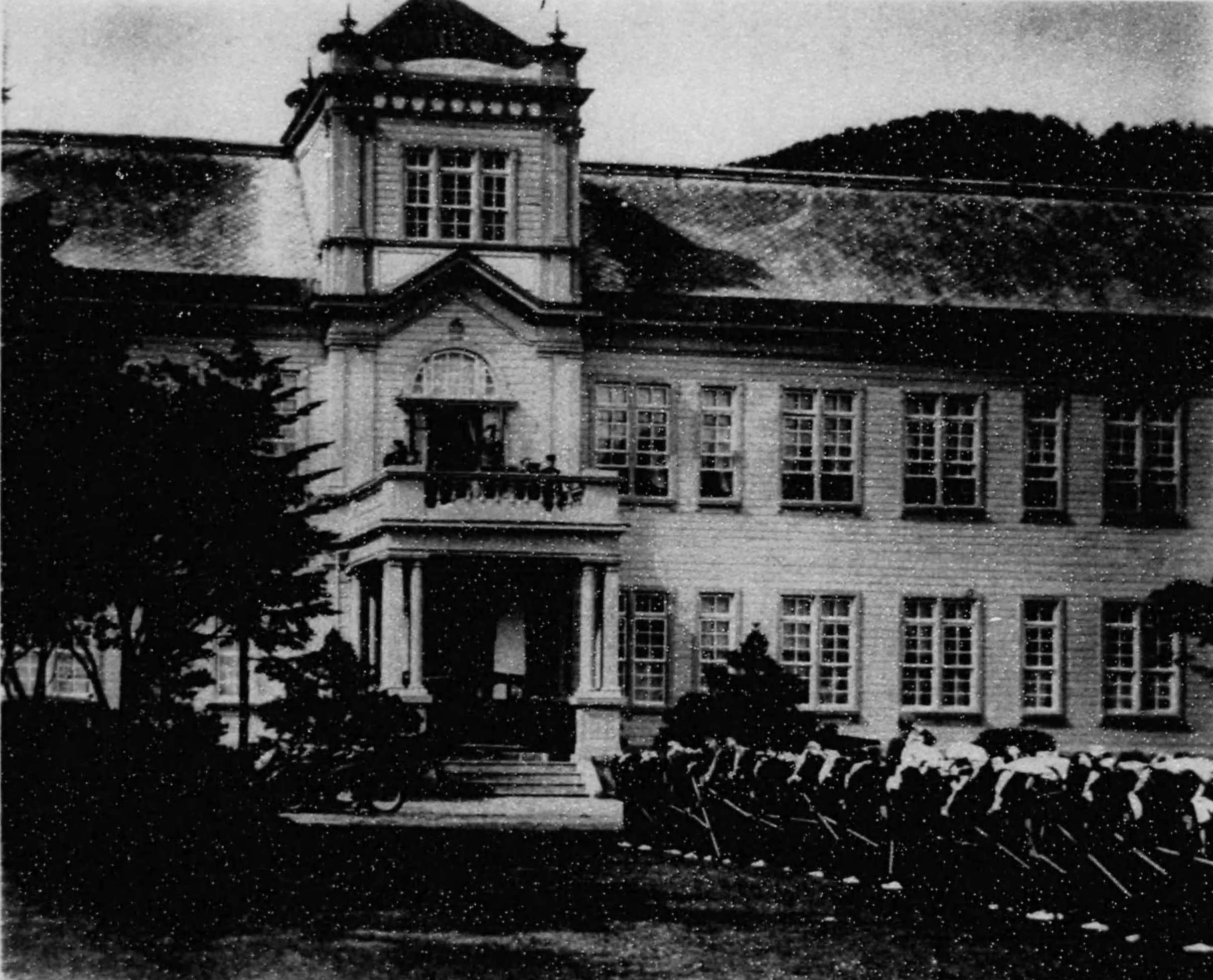
小樽高等商業学校

小樽高商軍事教練事件（おたるこうしょうぐんじきょうれんじけん）は、1925年（大正14年）に北海道の小樽高等商業学校（現在の小樽商科大学の前身）で起きた軍事教練反対事件。

## 概要
1925年（大正14年）10月15日、小樽高等商業学校で配属将校鈴木平一郎少佐の引率の下で野外演習が行われたが、そのときの演習想定が問題となった。
1. 10月15日午前6時、天狗山を震源とする大地震が発生し、札幌および小樽の家屋はほとんど倒壊、各地で発生した火災は西風に煽られて勢いを増している。
2. 無政府主義者団は不逞鮮人を扇動して暴動が発生、小樽在郷軍人団はこれと格闘して東方に撃退するも、暴徒は潮見台高地に拠って激しく抵抗し、在郷軍人団の追撃は一頓挫するに至った。
3. 小樽高商生徒隊は午前9時校庭に集合して支隊を編成、在郷軍人団と協力して暴徒を殲滅することになった。

この想定は関東大震災における甘粕事件や亀戸事件、朝鮮人虐殺事件などを思い起こさせるものであり、演習翌日から朝鮮人団体や境一雄（のちの衆議院議員）を委員長とする小樽総労働組合、政治研究会小樽支部などは抗議運動を展開し、小樽高商の学生有志も『全国の学生諸君に檄す！』という声明書を発表して軍事教育の打倒を訴え、10月29日には学生代表50名が上京して文部大臣に面会を求めるという一幕もあった。
同年11月1日に学内で行われた運動会では、軍事教練反対の宣伝ビラが撒かれるなど、学校と学生の間の溝は深まった。
同年11月13日、学校は外部の左傾団体と運動を行っていた16人を無期停学処分とした。
この抗議運動は全国規模に拡大し、11月9日、立教大学、早稲田大学、東京帝国大学の三大学新聞は軍事教育反対の共同宣言を発表した。『東京朝日新聞』も軍教問題で2度にわたって社説を書き、安易な軍教の拡大に警鐘を鳴らした。